# ادوارد هانری وینفیلد
ادوارد هانری وینفیلد (به انگلیسی: Edward Henry Whinfield)‏، (۱۸۳۶ - ۱۹۲۲ میلادی) مترجم آثار ادبی پارسی از جمله حافظ و مولوی و رباعیات خیام بود.